# Sherlock Holmes Baffled
Sherlock Holmes Baffled (aproximativ cu sensul de Sherlock Holmes derutat) este un film american de scurtmetraj (30 de secunde) din 1900 regizat de Arthur Marvin. Este primul film cunoscut în care a apărut detectivul fictiv Sherlock Holmes.

## Prezentare
Sherlock Holmes intră în camera sa și observă un hoț. Când se confruntă cu acesta, este surprins când hoțul dispare instantaneu. Holmes încearcă inițial să ignore evenimentul prin aprinderea unui trabuc. Însă, după reapariția hoțului, Holmes încearcă să-și recupereze sacul cu bunuri furate și împușcă bărbatul. Hoțul dispare din nou și reapare în spatele lui Holmes. Holmes se întoarce și încearcă să-l prindă pe hoț, dar acesta se face din nou invizibil. Holmes ia punga cu bunurile furate și vrea să părăsească încăperea atunci când hoțul reapare, înhață punga și scapă afară prin fereastră.  În acest moment, filmul se termină brusc, iar Holmes se uită „încurcat”.

## Distribuție
Distribuția acestui film este necunoscută.